# Un disco per l’estate
Un disco per l’estate (pol. Płyta na lato) – włoski festiwal piosenkarski organizowany w latach 1964–1975 i (z przerwami) w latach 1981–2003, początkowo przez RAI, mający formę konkursu, w którym piosenki finałowe były wybierane przy pomocy specjalnych kart pocztowych, wysyłanych przez radiosłuchaczy.

## Historia

### Lata 1964–1975
Festiwal zorganizowano w kwietniu 1964 roku z inicjatywy RAI. Odbywał się on w miesiącach letnich. W ciągu trzech miesięcy 42 wykonawców prezentowało swoje utwory w radiu. Piosenki musiały być napisane przez włoskich autorów, wcześniej niepublikowane, a ich teksty powinny były być, w miarę możliwości, związane z latem. W celu wybrania utworów finałowych radiosłuchacze głosowali za pośrednictwem specjalnych pocztówek. Piosenki–finalistki prezentowane były podczas 3 wieczorów telewizyjnych w sali Feste di Saint Vincent. Pierwsza prezentacja finałowa odbyła się 18, 19 i 20 czerwca. Finał główny poprowadzili Pippo Baudo i Brunella Tocci, a wygrał zespół Los Marcellos Ferial z piosenką „Sei diventata nera”. Festiwal zyskał popularność, ponieważ Włochy znajdowały się w okresie boomu gospodarczego, a publiczność, spędzająca urlop na plażach, chętnie słuchała letnich piosenek. 
Kolejnymi zwycięzcami festiwalu byli: Orietta Berti – „Tu sei quello” (1965), Fred Bongusto – „Prima c’eri tu” (1966), Jimmy Fontana – „La mia serenata” (1967), Riccardo Del Turco – „Luglio” (1968), Albano Carrisi – „Pensando a te” (1969), Renato Brioschi – „Lady Barbara” (1970), Mino Reitano – „Era il tempo delle more” (1971), Gianni Nazzaro – „Quanto è bella lei” (1972), I Camaleonti – „Perchè ti amo” (1973), Gianni Nazzaro – „Questo si che è amore” (1974), Il Guardiano del Faro – „Amore grande amore libero” (1975). W 1975 roku RAI podjęła decyzję o zaprzestaniu organizowania festiwalu z powodu zmienionej sytuacji na włoskiej scenie muzycznej.

### Lata 1981–2003
Festiwal wznowiono, w zmienionej formie, w 1981 roku, po czym w roku następnym ponownie go odwołano. Próby jego reanimacji podejmowano jeszcze kilkakrotnie, ale bez większego powodzenia. Ostatnia miała miejsce w roku 2003.